# SBS 뉴스 이슈진단
《SBS 뉴스 이슈진단》(SBS NEWS ISSUE DIAGNOSIS)은 대한민국 SBS에서 매일 오후 4시 30분에 방송되었던 SBS의 특집 뉴스 토크 프로그램이다.

## 개요
- 박근혜-최순실 게이트로 인해 2016년 11월 14일부터 2017년 11월 12일까지 매일 오후 4시 30분에 4주 동안 특집 편성되었다.
- 뉴스 프로그램 신설 당시에는 메인 스튜디오에서 진행을 했으나, 2016년 11월 21일부터 SBS 나이트라인의 앵커인 이형근 前 보도국 부국장이 SBS 뉴스 이슈진단의 진행을 맡게 됨에 따라 3시 뉴스브리핑과 함께 주영진의 뉴스브리핑의 전용 스튜디오에서 진행하였다.
- 편성표, NEXT 영상, 오프닝의 타이틀에는 특집 SBS 뉴스 이슈진단, 앵커의 멘트로는 특집 SBS 이슈진단으로 표현되었다.

## 방송 시간
- 매일 오후 4시 30분 ~ 저녁 5시 30분 (1시간)

## 앵커

### 역대 앵커
| 역대 | 진행자                  | 진행 기간                           | 비고 |
| ---- | ----------------------- | ----------------------------------- | ---- |
| 1대  | 김현우 정치부 기자      | 2016년 11월 14일 ~ 2016년 11월 20일 |      |
| 2대  | 이형근 前 보도국 부국장 | 2016년 11월 21일 ~ 2017년 11월 12일 |      |

## 같이 보기
- KBS 뉴스특보 (KBS 보도본부 제작)
- 해피선데이 (KBS 예능본부 제작)
- 감성다큐 미지수 (KBS 2TV)
- 자이언트 펭TV (EBS 1TV)
- 히어로 써클 (EBS·스튜디오 티앤티 공동 제작)
- MBC 뉴스특보 (MBC 보도본부 제작)
- 실화탐사대 (MBC TV)
- SBS 뉴스특보, 그것이 알고싶다, 궁금한 이야기 Y, 신발 벗고 돌싱포맨 (SBS TV)
- MBN 뉴스특보 (MBN)
- 이것은 실화다 (TV조선)
- 천일야사, 채널A 뉴스특보 (채널A)
- YTN 뉴스특보 (YTN)
- 연합뉴스TV 뉴스특보 (연합뉴스TV)
- 아르곤 (tvN)
- 지금은 라디오 시대, 출발 주말세상 차미연입니다, 모두의 퀴즈생활 서유리입니다, 주말엔 나비인가봐, 마음연구소 (MBC 표준FM)
- 라디오 고해소 비밀번호 1053 (Cpbc FM)